# О’Дрисколл, Брайан
Брайан Джеральд О’Дрисколл (англ. Brian Gerald O'Driscoll, родился 21 января 1979 года в Дублине) — ирландский профессиональный регбист, выступавший на позиции аутсайд-центра (внешнего центрового) за ирландский клуб «Ленстер» и за сборную Ирландии, капитаном которой был в 2003—2012 годах. Капитан сборной «Британские и ирландские львы» во время их турне по Новой Зеландии 2005 года. Критиками считается одним из самых выдающихся регбистов в истории.
К концу сентября 2018 года по общему числу сыгранных регбийных тест-матчей за сборную О’Дрисколл занимает второе место среди всех регбистов мира со 141 матчем, из которых 133 он провёл за сборную Ирландии (в том числе 83 как капитан) и 8 за сборную «Британских и ирландских львов». Занёс 46 попыток во время выступлений за сборную Ирландии и одну попытку в 2001 году за «Львов», благодаря чему является рекордсменом сборной Ирландии по числу занесённых попыток. В рейтинге регбистов с наибольшим количеством занесённых попыток в играх за сборные занимает 8-е место, при этом являясь лучшим центровым по набранным очкам в истории регби. Помимо этого, О’Дрисколл является рекордсменом по числу занесённых попыток в играх Кубка шести наций (26 попыток) и рекордсменом среди ирландских игроков, выступавших в Кубке Хейнекен, по числу занесённых попыток (30). В 2006, 2007 и 2009 годах попадал в символические сборные Кубка шести наций.
17 ноября 2016 года О’Дрисколл был включён в Зал славы World Rugby на церемонии открытия Зала в Рагби, графство Уорикшир. В настоящее время работает аналитиком на британских спортивных телеканалах BT Sport и ITV Sport.

## Ранние годы
Брайан О’Дрисколл родился 21 января 1979 года в Дублине в семье врачей Фрэнка и Джеральдин О’Дрисколлов. Семья О’Дрисколлов была известна в мире регби — отец, Фрэнк, провёл два матча за сборную Ирландии, а его двоюродный брат Барри — четыре. Однако наиболее известным стал брат Барри и двоюродный брат Фрэнка Джон, который провёл 26 игр за сборную Ирландии и участвовал в турне «Британских и ирландских львов» 1980 и 1983 годов по ЮАР и Новой Зеландии соответственно.
В детстве Брайан играл в гэльский футбол и уже затем увлёкся регби. Он учился в колледже Блэкрок и выступал за команду колледжа в Кубке старшеклассников Ленстера по регби в 1996 и 1997 годах, сыграв перед этим в ряде команд разных возрастных категорий. В 1996 году он выступал в первых двух раундах, но остаток турнира провёл на скамейке запасных и в финале не играл: во второй линии той команды блистали Лео Каллен и Боб Кэйзи. Брайан стал капитаном школьной сборной в 1997 году, однако в четвертьфинале его команда проиграла клубу «Клонгоуз», в составе которого был будущий игрок ирландской сборной Гордон Д’Арси. В 1996 году О’Дрисколл сыграл также три матча за сборную школьников Ирландии.
В 1998 году сборная Ирландии до 19 лет выиграла чемпионат мира, и в той команде играл О’Дрисколл. После окончания школы он поступил в Дублинский университетский колледж, где получал стипендию как игрок регбийной команды. Он выступал сначала за команду до 20 лет, а затем к концу первого года стал лидером основного состава университетской команды. После двух лет учёбы О’Дрисколл окончил колледж с дипломом в области спортивного менеджмента. Изначально он играл на позиции флай-хава (блуждающего полузащитника), но его тренер Джон Маклин перевёл Брайана на позицию центра (центрового). О’Дрисколл в феврале 1999 года дебютировал за сборную Ирландии до 21 года и провёл за неё всего 4 матча.

## Клубная карьера

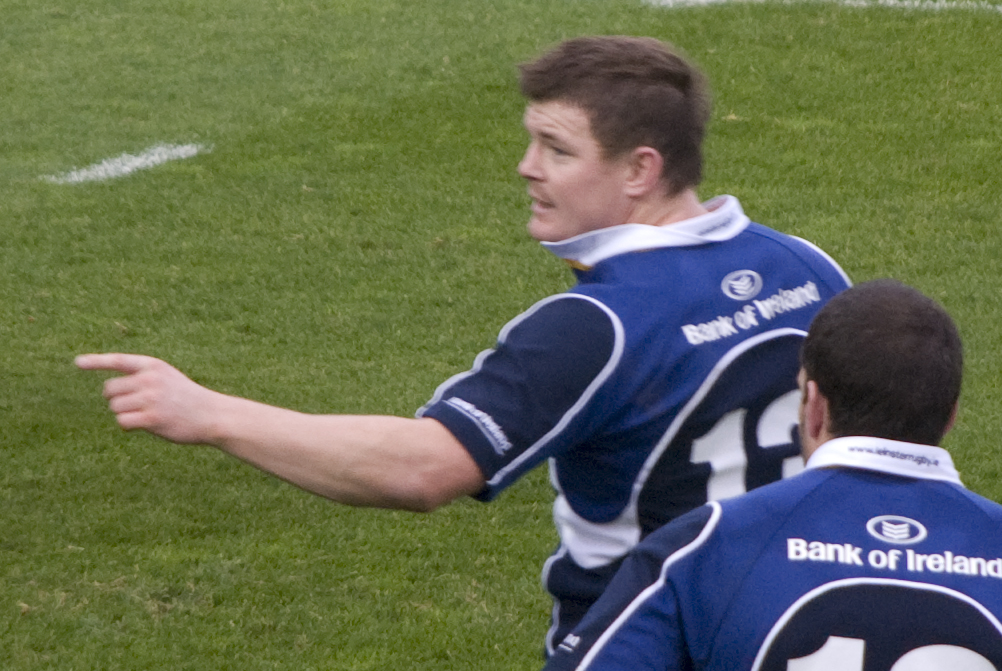
Брайан О’Дрисколл в матче Кубка Хейнекен 10 ноября 2007 года между «Ленстером» и «Лестер Тайгерс»

### 1999—2005
О’Дрисколл дебютировал в составе клуба «Ленстер» — клуба своей родной провинции — в 1999 году: главным тренером клуба был тогда Мэтт Уильямс, а тренером защитников — Алан Гаффни. Благодаря их работе О’Дрисколл и Шейн Хорган составили эффективную связку центровых в обороне клуба. В сезоне 2001/2002 «Ленстер» одержал победу в первом розыгрыше Кельтской лиги, одолев «Манстер» на «Лэнсдаун Роуд», что стало первым трофеем О’Дрисколла в составе клуба. В 2003 году «Ленстер» считался многими фаворитом Кубка Хейнекен, но проиграл в полуфинале французскому «Перпиньяну». Летом 2005 года тренером «Ленстера» был назначен Майкл Чейка, а О’Дрисколл продлил контракт ещё на один год, несмотря на слухи об уходе ирландца во Францию. О’Дрисколл, восстановившись после травмы плеча, полученной во время турне в составе команды «Британские и ирландские львы», стал капитаном клуба. Благодаря работе тренера защиты Дэвида Нокса и переходу аргентинца Фелипе Контепоми на позицию флай-хава оборонительная линия «Ленстера» стала самой сильной в Европе.

### 2005—2009
В сезоне 2005/2006 О’Дрисколл внёс большой вклад в победы «Ленстера» над английским «Батом» и французской «Тулузой», что помогло клубу выйти в полуфинал Кубка Хейнекен, однако в матче против «Манстера», будущего победителя Кубка, команда потерпела поражение. Титул победителя Лиги Магнерс также не достался «Ленстеру», победителем в этой гонке вышел «Ольстер». В последнем туре в ночь с 26 на 27 мая 2006 года, несмотря на победу «Ленстера» над «Эдинбург Ганнерс» со счётом 31:8, в параллельном матче «Ольстер» нанёс поражение валлийскому клубу «Оспрейз» со счётом 17:19 благодаря дроп-голу Дэвида Хамфриса в компенсированное время и лишил «Ленстер» Кубка: белфастцы оказались выше на одно очко. В 2007 году в четвертьфинале Кубка Хейнекен «Ленстер» был выбит клубом «Лондон Уоспс», а в Кельтской лиге финишировал на третьем месте, пропустив вперёд «Оспрейз» и «Кардифф Блюз». В 2008 году «Ленстер», не преодолев групповой этап Кубка Хейнекен, сумел победить в Кельтской лиге: 3 мая 2008 года победа над «Ньюпорт Гвент Дрэгонс» со счётом 41:8 обеспечила клубу досрочное чемпионство. О’Дрисколл как капитан «Ленстера» назвал это важнейшей победой для себя и для команды, заявив, что последняя могла превысить отметку и в 50, и в 60 очков.
Сезон 2008/2009 стал особенно важным для О’Дрисколла, когда он отказался от капитанской повязки в клубе и передал её Лео Каллену, сохранив при этом повязку капитана сборной. В том сезоне клуб в Кубке Хейнекен на групповом этапе 18 октября 2008 года одержал домашнюю победу над действовавшими чемпионами Англии «Лондон Уоспс» со счётом 41:11, а в самом матче О’Дрисколл занёс две попытки, одну из которых успешно реализовал Фелипе Контепоми. При этом в последующих гостевых матчах против лондонцев и французского клуба «Кастр Олимпик» ленстерцы потерпели поражения и лишь благодаря бонусным очкам заняли первое место в группе. В четвертьфинале Кубка на арене «Туикенем Ступ» им предстояло сыграть против «Харлекуинс». Ситуация обострилась тем, что из-за травмы О’Дрисколла в апреле 2009 года «Ленстер» досрочно сложил полномочия чемпиона Кельтской лиги, проиграв 4 апреля 2009 года будущему её чемпиону «Манстеру» на «Томонд Парке» со счётом 5:22 и потеряв последние теоретические шансы на первое место. 12 апреля 2009 года в матче против «Харлекуинс» ирландцы одержали трудную победу со счётом 6:5, несмотря на разразившийся скандал «бладгейт», когда «арлекины» пытались сымитировать кровотечение у своего игрока Тома Уильямса, за что были наказаны крупным штрафом и дисквалификацией нескольких высокопоставленных лиц клуба. В полуфинале против «Манстера» О’Дрисколл и его команда в присутствии 82 206 человек вырвали победу со счётом 25:6, а в ходе игры сам игрок сумел остановить надвигавшуюся атаку, перехватил пас Ронана О’Гара и совершил 70-метровый рывок, занеся третью и победную попытку своей команды. Благодаря этому он стал лучшим игроком встречи, обеспечив себе первый финал Кубка Хейнекен в карьере. 23 мая 2009 года «Ленстер» сыграл в финале против «Лестер Тайгерс»: Брайан О’Дрисколл, который получил не так давно травму плеча, забил в том матче дроп-гол и помог команде одержать победу со счётом 19:16 и завоевать свой первый еврокубковый трофей.

### 2010—2014
В сезоне 2010/2011 О’Дрисколл выиграл свой второй Кубок Хейнекен в составе «Ленстера». За неделю до финала он получил травму, однако быстро сумел восстановиться к игре. Его противником стал «Нортгемптон Сэйнтс», и в финале, прошедшем в Кардиффе 21 мая 2011 года, ленстерцы победили со счётом 33:22. Через год в сезоне 2011/2012 О’Дрисколл в третий раз выиграл Кубок Хейнекен: на этот раз поверженным оказался «Ольстер». Игра была напряжённой: Шон О’Брайен открыл счёт в матче и вывел «Ленстер» вперёд со счётом 7:3. К середине встречи счёт стал 14:6, когда Киан Хили занёс вторую попытку. После назначения штрафного удара в пользу «Ленстера» ольстерцы занесли ответную попытку усилиями игрока второй линии Дэна Туохи и вернули интригу, однако Хейнке ван дер Мерве и Шон Кронин закрепили успех «Ленстера».
В сентябре 2013 года О’Дрисколл заявил, что грядущий игровой сезон станет для него последним в карьере. 31 мая 2014 года он провёл прощальный матч в Суперфинале Про12 на домашней арене «Ленстера» «РДС» в Дублине. В финале его клуб выиграл у «Глазго Уорриорз» со счётом 34:12, а О’Дрисколл ещё в первом тайме был заменён Ианом Мэдиганом из-за травмы, однако на церемонии награждения вместе с капитаном Лео Калленом поднял кубок.

## Карьера в сборных

### Ирландия

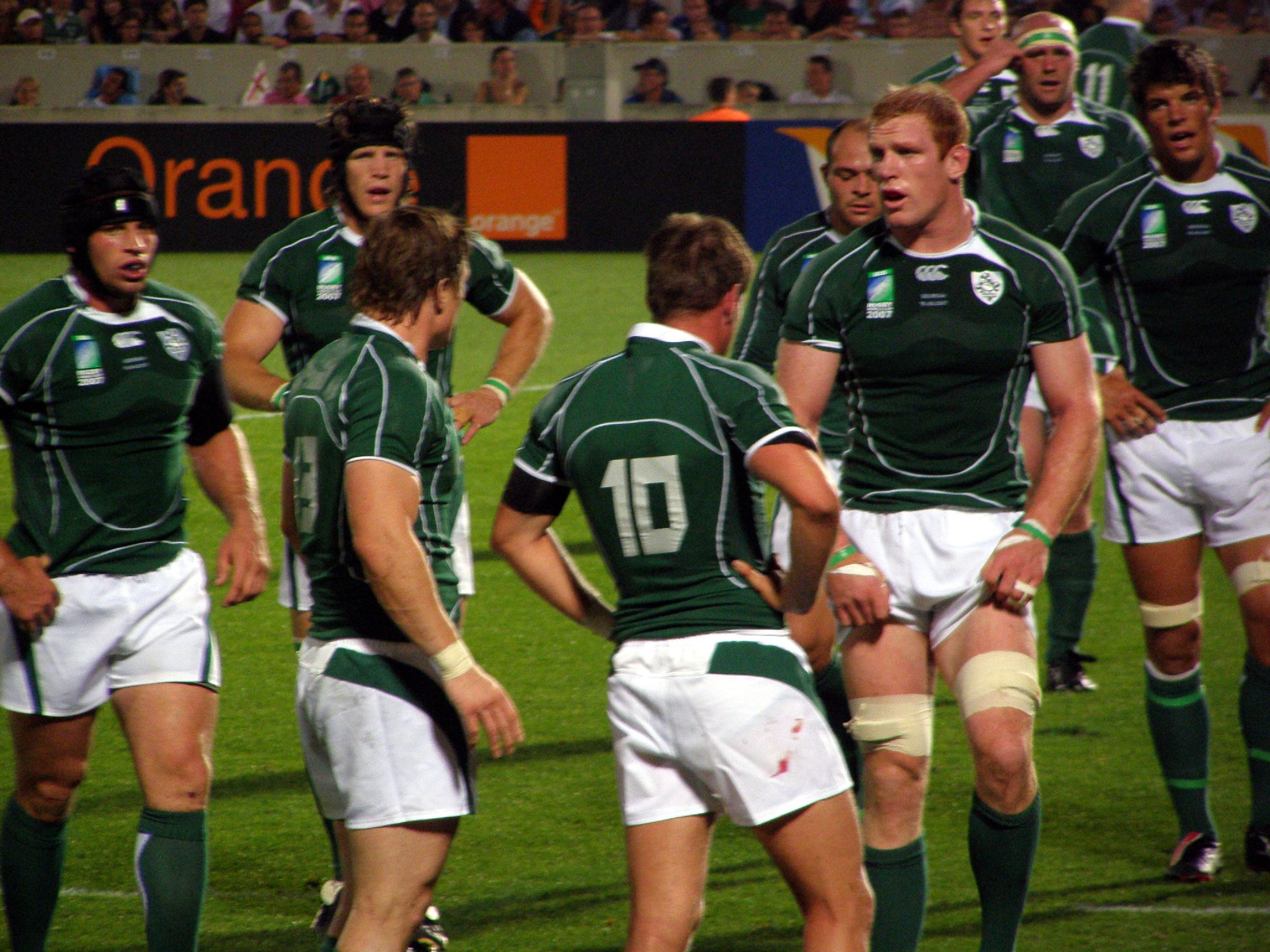
Брайан О’Дрисколл в матче чемпионата мира 2007 года против Грузии

В 1999 году О’Дрисколл попал в заявку сборной Ирландии на тест-матч против Италии, но не вышел на поле. 12 июня 1999 года состоялся его дебют в сборной: 20-летний О’Дрисколл вышел на поле в матче против Австралии, проходившем в Брисбене в рамках турне ирландцев по Австралии (игра закончилась поражением ирландцев со счётом 10:46). Примечательно, что дебют О’Дрисколла в сборной состоялся ещё раньше, чем в основном составе «Ленстера». В том же году он попал в заявку сборной Ирландии на чемпионат мира в Уэльсе, где в первой же встрече против США занёс попытку (победа 53:8), а в игре против Румынии забил дроп-гол (победа 44:14). В дополнительном матче за выход в четвертьфинал Ирландия проиграла Аргентине 24:28 и выбыла из борьбы.
В 2000 году он занёс три попытки в матче против Франции в Париже, проходившем в рамках Кубка шести наций, и это помогло Ирландии впервые с 1972 года одержать победу. Популярность О’Дрисколла в Ирландии выросла благодаря его персональным фанатам, которые носили футболки с надписью «Верим в БОДа» (англ. In BOD We Trust). В 2002 году он впервые как капитан вывел сборную Ирландии на матч против Австралии: ирландцы победили со счётом 18:9 и одержали первую с 1979 года победу над командой с Зелёного континента. В 2003 году после ухода из сборной её капитана Кита Вуда О’Дрисколл стал капитаном на постоянной основе: с ним сборная Ирландии заняла 2-е место в Кубке шести наций 2003 года. На чемпионате мира в Австралии команда Ирландии вышла в четвертьфинал, где проиграла Франции, а капитан отметился тремя попытками и одной реализацией (две попытки были занесены в игре против Франции в четвертьфинале, одна попытка и одна реализация — в игре группового этапа против Австралии).
В 2004 году О’Дрисколл как капитан вывел сборную на матч против ЮАР, и Ирландия прервала ещё одну безвыигрышную серию, победив южноафриканцев впервые с 1965 года со счётом 17:12. В том же году Ирландия впервые с 1985 года выиграла «Тройную корону», повторив успех в 2006 и 2007 годах. В 2007 году Ирландия также сыграла на чемпионате мира, однако не вышла из группы. О’Дрисколл на турнире провёл четыре матча и занёс две попытки. Первую он занёс против Намибии (победа 32:17), и эта попытка, совершённая после точного паса Дениса Хики, стала 30-й в карьере за сборную у О’Дрисколла. Вторую он занёс против Аргентины (поражение 15:30).

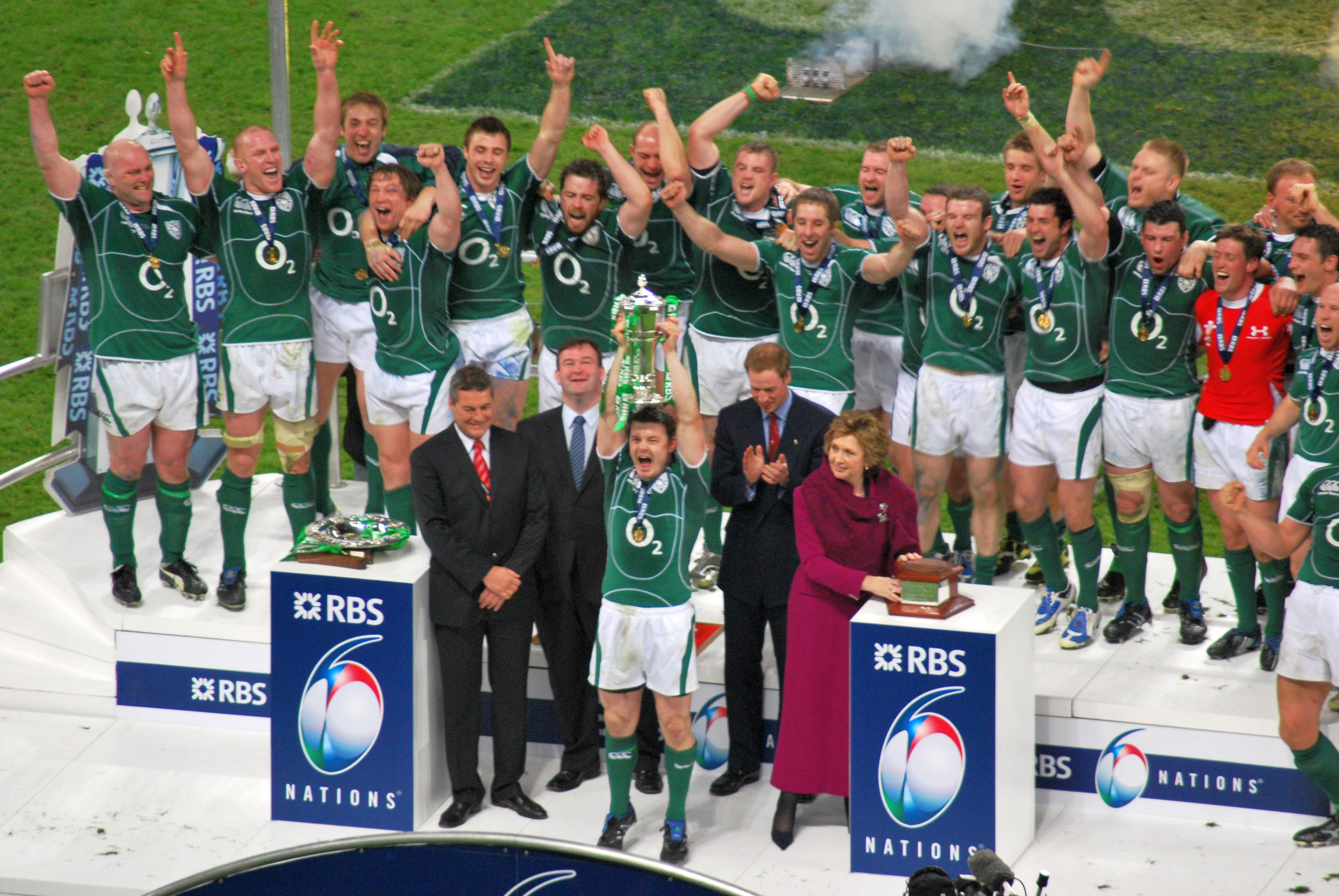
Брайан О’Дрисколл поднимает Кубок шести наций, выигранный в 2009 году за сборную Ирландии

В 2009 году О’Дрисколл, сохранивший капитанскую повязку, помог сборной Ирландии не только выиграть Кубок шести наций, но также завоевать «Тройную корону» и первый за 61 год выступлений ирландцев «Большой шлем». О’Дрисколл занёс попытки в четырёх встречах, а в игре против Уэльса не только отметился попыткой, но и стал лучшим игроком матча. 27 марта 2009 года он был признан лучшим игроком всего Кубка шести наций, а в мае 2009 года был награждён призом Лучшего регбиста минувшего сезона по версии Ассоциации регбистов Ирландии и её спонсора Bord Gáis Energy. 15 ноября 2009 года в матче на «Кроук Парк» против австралийцев капитан ирландцев занёс попытку на последней минуте, а уже на следующий день был номинирован на приз Игрока года по версии Международного совета регби. По итогам голосования О’Дрисколла опередил всего на один голос новозеландец Ричи Маккоу.
В Кубке шести наций 2010 года О’Дрисколл провёл все пять матчей, выходя в стартовом составе и будучи капитаном. На Кубке он провёл свою 100-ю игру за сборную Ирландии, выпавшую на матч против Уэльса. 12 июня в матче против Новой Зеландии он занёс свою 40-ю попытку, а 26 июня установил рекорд по числу игр за сборную — 103 матча, и 103-й выпал на матч против Австралии. Также он выходил на осенние тест-матчи сборной Ирландии в стартовом составе. В Кубке шести наций 2011 года О’Дрисколл побил ещё один рекорд, занеся в матче против Англии на 47-й минуте свою 25-ю попытку за карьеру в Кубке. Благодаря этому был побит рекорд 78-летней давности, установленный Ианом Смитом на Кубке домашних наций и составлявший 24 попытки. В этом же матче О’Дрисколл сравнялся по числу игр на посту капитана с южноафриканцем Джоном Смитом, проведя 75-ю игру в качестве капитана. На чемпионате мира 2011 года О’Дрисколл провёл пять игр, не отметившись набранными очками (Ирландия покинула турнир на стадии четвертьфинала). Всего же на чемпионатах мира он провёл 17 матчей и занёс 7 попыток.
В 2012 году из-за операции на плече О’Дрисколл пропустил Кубок шести наций, и его подменял Кит Эрлс на позиции центрового в паре с Гордоном Д’Арси. К турне по Новой Зеландии ирландец восстановился и снова ринулся догонять южноафриканца Джона Смита по числу матчей в должности капитана сборной, проведя свою 83-ю встречу. Однако уже на Чемпионате регби 2013 года новозеландец Ричи Маккоу догнал и О’Дрисколла, и Смита, побив их рекорд 2 ноября 2013 года матчем против Японии. Перед Кубком шести наций 2013 года О’Дрисколл был лишён звания капитана, которое перешло к Джейми Хислипу по решению тренера сборной, Деклана Кидни, чем О’Дрисколл был крайне недоволен, но в составе он остался. О’Дрисколл провёл все пять игр, выйдя в стартовом составе сборной Ирландии, однако успел отметиться с отрицательной стороны на турнире, когда в игре против Италии ударил правой ногой в грудь Симоне Фаваро и был удалён с поля на 10 минут, а после турнира был ещё на три недели отстранён от права выступать за сборную или за клуб.

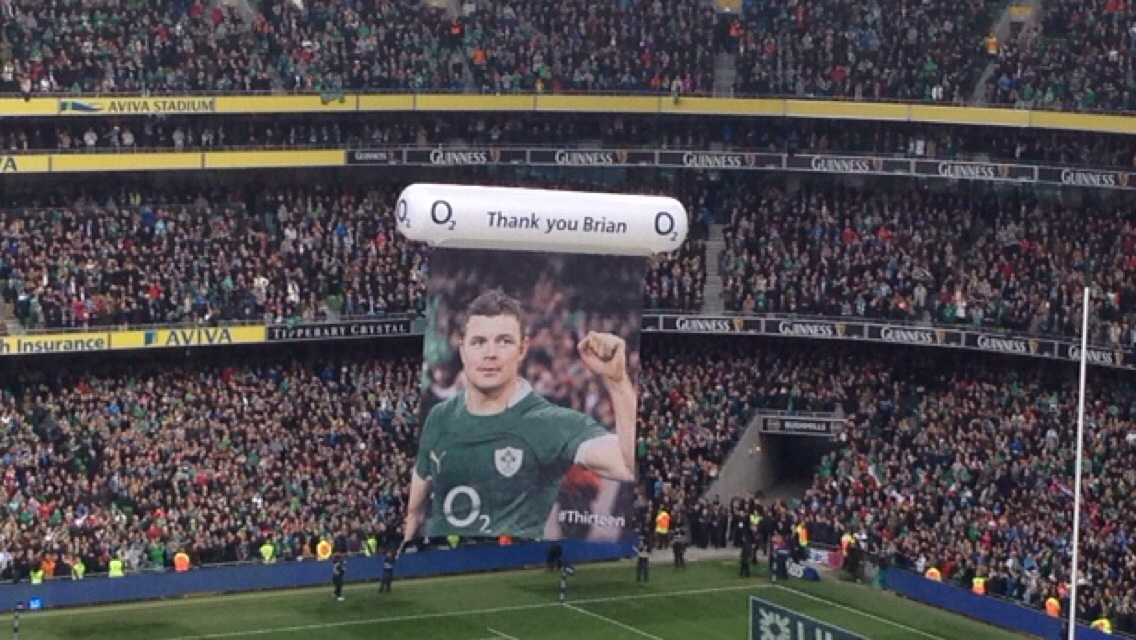
Прощальный матч Брайана О’Дрисколла

8 марта 2014 года Брайан О’Дрисколл провёл последнюю домашнюю игру за сборную Ирландии против Италии в рамках Кубка шести наций и занёс три попытки, принеся победу со счётом 46:7. В той игре О’Дрисколл был не только признан лучшим игроком встречи, но и установил мировой рекорд по числу игр за сборную — 140 матчей (прежнее достижение принадлежало австралийцу Джорджу Грегану). 15 марта прошла последняя игра Брайана О’Дрисколла в сборной Ирландии: ирландцы победили сборную Франции в Париже всего лишь второй раз за 42 года и оформили титул обладателей Кубка шести наций. По завершении игры легендарный капитан сборной совершил круг почёта на стадионе «Стад де Франс», а в послематчевом интервью признался, что это был лучший способ завершить карьеру в сборной.

### «Британские и ирландские львы»
В 2001 году О’Дрисколл дебютировал за сборную «Британских и ирландских львов», когда она проводила турне по Австралии. После матча против Австралии, прошедшего на брисбенском стадионе «Габба», к ирландцу пришло международное признание: он помог команде одержать победу, занеся выдающуюся индивидуальную попытку. В 2005 году О’Дрисколл стал капитаном «Львов» перед турне по Новой Зеландии 2005 года, а также в качестве капитана сборной Северного полушария был назначен на благотворительный матч в поддержку пострадавших от землетрясения и цунами в Индийском океане, произошедших в декабре 2004 года. Игра прошла на стадионе «Туикенем» в марте 2005 года, но перед самой игрой ирландец травмировал плечо и появился на поле только в качестве гостя. Более того, 25 июня 2005 года в Крайстчерче в рамках турне уже в первом тест-матче против новозеландцев О’Дрисколл получил травму плеча со смещением и был увезён с поля на носилках. Обстоятельства были таковыми: после того, как мяч был выбит из рака, Тана Умага и Кевин Меаламу совершили так называемый «вонзающий захват» — Меаламу перевернул вверх ногами О’Дрисколла, схватив его за правую ногу, а Умага схватил его за левую ногу, после чего они бросили О’Дрисколла на газон. О’Дрисколл попытался защитить свою голову рукой, но именно на руку пришёлся весь удар.
Независимая комиссия постановила, что в действиях Умаги и Меаламу не было злого умысла, и отказалась их привлекать к ответственности, а в адрес руководства «Львов» посыпались упрёки с целью отвлечь внимание от ужасного выступления сборной в турне и переключить его на травму её капитана. Однако спустя четыре месяца Международный совет регби безоговорочно признал, что Умага и Меаламу нарушили правила игры, и раскритиковал их действия. Менеджер по связям Грег Томас заявил, что подобные опасные захваты неуместны в игре. О’Дрисколл остался формально капитаном вплоть до конца тура, который был проигран сборной, и затем только лёг на операционный стол. Позже ирландец выпустил DVD под названием «Брайан О’Дрисколл: Дневник Львов» (англ. Brian O'Driscoll's Lions Diary), где были описаны все события турне и дано мнение о случившемся инциденте. Умага утверждал, что после тура в телефонном разговоре О’Дрисколл ругался на него за то, что тот даже не поинтересовался самочувствием пострадавшего и не извинился за свой поступок. Летом 2009 года перед началом очередного регбийного сезона в Ницце состоялась встреча О’Дрисколла и Умаги, на которой оба примирились.
21 апреля 2009 года О’Дрисколл вошёл в состав сборной, которая должна была совершить турне по ЮАР. 1 июня он снова стал капитаном сборной на матч против клуба «Голден Лайонз», состоявшийся 3 июня, — О’Дрисколл занял место Пола О’Коннелла. Также он попал на позицию внешнего центрового в заявку на первый матч против ЮАР в рамках турне (поражение 21:26). В той игре он получил сотрясение мозга и из-за этого пропустил третий матч, прошедший 30 июня.
30 апреля 2013 года О’Дрисколл был включён в заявку на турне по Австралии — четвёртое турне в составе «Львов» в его карьере. Благодаря этому О’Дрисколл стал третьим игроком за 125 лет турне «Львов», который участвовал в четырёх подобных турне. 1 июня 2013 года в субботу «Львы» провели матч против международного клуба «Барбарианс» на стадионе в Гонконге. О’Дрисколл играл в первых двух тест-матчах турне на позиции внешнего центрового, а в третьем матче не участвовал, уступив место Джонатану Дэвису из Уэльса («Львы» победили со счётом 41:16).

### «Барбарианс»
В активе О’Дрисколла есть три матча за клуб «Барбарианс»: матч против ЮАР 10 декабря 2000 года, матч против Шотландии 22 мая 2004 года и матч против Англии 30 мая 2004 года. Только в игре против ЮАР О’Дрисколл сумел занести попытку.

## Стиль игры
О’Дрисколл признаётся экспертами одним из величайших игроков в истории регби, которые коренным образом изменили манеру игры в мире. Так, он отличался высокой выносливостью, что позволяло ему играть все матчи от стартового до финального свистка. Считанные разы он покидал поле досрочно, и одним из таких случаев стал матч 24 ноября 2013 года против «Олл Блэкс», когда в ходе борьбы с Броди Реталликом О’Дрисколл перенёс сотрясение мозга и покинул поле. Ирландия, которая вела 22:7, проиграла в итоге встречу со счётом 22:24. Другим случаем стал инцидент во втором тест-матче турне «Львов» 2009 года, когда О’Дрисколл также перенёс сотрясение мозга и еле устоял на ногах. На протяжении карьеры у Брайана О’Дрисколла также были проблемы со зрением — из-за развившегося астигматизма оно было всего лишь 50-процентным. В 2009 году он перенёс операцию по лазерной коррекции зрения, уже сыграв к тому моменту 100 матчей. С учётом проблем со зрением его результативность в виде 46 попыток в тест-матчах высоко оценивалась регбийными экспертами. 
По оценке Дениса Хики, Брайан О'Дрисколл не был самым рослым игроком, однако отличался хорошей физической силой, благодаря чему не раз совершал захваты противника. В 2001 году Остин Хили решил провести с ним спарринг по боксу, однако О'Дрисколл нанёс ему четыре таких мощных удара, что спарринг пришлось досрочно прекратить. Именно благодаря хорошо натренированным рукам его коронным качеством стало умение отдавать длинные и точные пасы в любом направлении. Его динамичный стиль игры помог Ирландии быстрее перейти от любительского к профессиональному регби и покончить с медленным стилем игры. О’Дрисколл обладал великолепной техникой и не стеснялся экспериментировать во время матчей, чтобы повысить свой уровень мастерства: так, по свидетельствам австралийца Майкла Чейки, в одном из матчей ирландец перебросил мяч через чью-то голову, после чего побежал к мячу и сам же его поймал. Также он отличался хорошей скоростью, особенно на заре своей карьеры, что помогало ему самому заносить попытки: в 2000 году это помогло О’Дрисколлу в игре против французов в Париже занести хет-трик и не только принести победу ирландцам, но и, со слов Шейна Хоргана, вернуть ирландцам веру в национальную сборную, которая в конце 1990-х — начале 2000-х даже не помышляла о победах. В 2001 году он отметился попыткой в Брисбене против Австралии, чем привёл фанатов в восторг, которые сочинили после этого песню «Waltzing O'Driscoll». Однако ближе к концу карьеры он был уже не таким быстрым, что ему удалось скомпенсировать игрой в обороне при розыгрыше коридоров и раков. Способность О’Дрисколла вставать на ноги после борьбы за мяч и выполнять грязную работу в матче помогла ему стать «королём перехватов». Помимо этого, он отлично справлялся с забиванием дроп-голов.
В решающий момент О’Дрисколл проявлял способность переломить ход матча не только путём набора победных очков, но и путём срыва потенциально результативных атак: так, в 2009 году он своим захватом сорвал попытку шотландца Фила Годмана в матче Кубка шести наций и тем самым не только удержал за командой победу в Кубке шести наций, но и второй в истории сборной Ирландии «Большой шлем». Всегда отличавшийся бойцовскими качествами как капитан команды, он стал фактическим талисманом сборной Ирландии, а его образ закрепился в сознании болельщиков настолько, что объявление об уходе из большого регби удивило многих, и болельщики порой считали, что это всего лишь шутка. О’Дрисколл за время карьеры научился справляться с давлением со стороны трибун: примером служили высказывания австралийцев перед матчами против Ирландии о том, что ирландская сборная — это «О’Дрисколл и какие-то 14 кукол». О его выдающихся личных качествах пресса писала неоднократно, а Майкл Чейка после встречи с О'Дрисколлом в 2009 году отметил невероятную преданность последнего своему клубу: именно по этой причине «Ленстер» так и не расстался с игроком, отклонив все трансферные предложения французского «Биарриц Олимпик».

## Личная жизнь

### Семья
Долгое время Брайан состоял в отношениях с ирландской моделью и телеведущей Глендой Гилсон, пока они не расстались в 2005 году. В своей автобиографии он писал, что над ним по этому поводу часто подшучивали одноклубники. В июле 2010 года он женился на актрисе Эми Хубмеран. У них трое детей: дочь Сэди, родившаяся 10 февраля 2013 года за несколько часов до матча Кубка шести наций между Ирландией и Англией, сын Билли, родившийся 20 ноября 2014 года, и сын Тед, родившийся 28 декабря 2020 года. В феврале 2011 года Брайан и Эми получили приглашение на свадьбу принца Уильяма и Кэтрин Миддлтон, однако на свадьбу приехала только Эми, поскольку Брайан в составе «Ленстера» готовился к матчу полуфинала Кубка Хейнекен против «Тулузы», который должен был пройти буквально на следующий день после свадьбы. В свою очередь, 18 мая 2011 года О’Дрисколл побывал на торжественном ужине, который организовала президент Ирландии Мэри Макэлис по случаю официального визита королевы Елизаветы II в Республику Ирландия.

### Автобиографии
В 2005 году О’Дрисколл выпустил автобиографию «Год в центре» (англ. A Year in the Centre) о своей регбийной карьере. В марте 2008 года Маркус Стид выпустил биографическую книгу об ирландце под названием «Верим в БОДа» (англ. In BOD We Trust), переизданную в августе 2011 года под названием «Брайан О’Дрисколл: Биография» (англ. Brian O'Driscoll: The Biography). В октябре 2014 года О’Дрисколл выпустил вторую автобиографию «Тест: Моя автобиография» (англ. The Test: My Authobiography). Изначально её должен был написать спортивный журналист Пол Киммедж, однако после трёх лет совместной работы О’Дрисколл прекратил поддерживать с ним отношения. На присуждении премии лучших книг Ирландии 2014 года эту книгу признали лучшей книгой о спорте.

### Тележурналист
В июне 2014 года было объявлено о том, что О’Дрисколл начнёт работу на радиостанции Newstalk как спортивный журналист, освещающий события в мире регби в программе «Off the Ball». Помимо этого, он является сотрудником телекомпании BT Sport, будучи аналитиком регбийных матчей. О’Дрисколл освещал события чемпионата мира по регби 2015 года в Англии на телеканале ITV Sport, будучи одним из ведущих в студии, а с 2016 года освещает игры Кубка шести наций.

### Иная регбийная деятельность
В марте 2014 года перед стартом Гонконгского этапа Мировой серии по регби-7 Брайан О’Дрисколл и Джордж Греган продемонстрировали телеведущему Bloomberg TV Джону Доусону свои навыки игры.
О’Дрисколл также участвовал в подготовке заявки Ирландии на проведение чемпионата мира по регби 2023 года, однако по итогам голосования право на проведение турнира досталось Франции.

## Командные достижения

### «Ленстер»
- Чемпион Кельтской лиги и Про12: 2001/2002[англ.], 2007/2008[англ.], 2012/2013[англ.], 2013/2014[англ.]
- Обладатель Кубка Хейнекен: 2008/2009, 2010/2011, 2011/2012
- Обладатель Европейского кубка вызова: 2012/2013[англ.]

### Сборные Ирландии
- Чемпион мира среди юношей до 19 лет: 1998
- Обладатель Кубка шести наций: 2009, 2014
  - Обладатель Большого Шлема: 2009
  - Обладатель Тройной короны: 2004, 2006, 2007, 2009

### «Британские и ирландские львы»
- Победитель турне по Австралии: 2013[англ.]

## Персональные достижения

### Кубок шести наций
- Лучший бомбардир по попыткам за всю историю турнира (26 попыток)[107][108]
- Лучший игрок турнира: 2006, 2007, 2009[8]
- Лучший бомбардир одного турнира по попыткам: 2009 год, 4 попытки (совместно с  Рики Флати[англ.])
- Рекордсмен по числу игр: 65, все в стартовом составе[107] (совместно с  Серджо Париссе по состоянию на 2018 год)

### «Британские и ирландские львы»
- Капитан сборной «Львов» в турне 2005 года (после первой игры капитаном был назначен Гарет Томас)[109]
- Участник турне «Львов» 2001, 2005, 2009 и 2013 годов[110]

### Иные достижения
- Лучший бомбардир Кубка Хейнекен 2008/2009 по числу попыток за сезон (5 попыток)
- Член символической сборной Европы по версии ERC: 2010[111]
- Кандидат на приз Игроку года по версии Международного совета регби: 2001, 2002, 2009[53]
- Лучшая попытка года по версии Международного совета регби: 2008 (матч Австралия — Ирландия)[112]
- Лучший игрок по версии Ассоциации регбистов Ирландии (IRUPA): 2009[113]
- Игрок десятилетия и член символической сборной десятилетия по версии Rugby World[англ.]: 2010[114]
- Член Зала славы RTÉ Sports[англ.]: 2014[115]
- Член Зала славы World Rugby[англ.]: 2016[116]
- Дублинец года по версии журнала «The Dubliner[англ.]»: 2008[117]
- Лауреат регбийной премии имени Пэта Маршалла: 2009[118]
- Лауреат регбийной премии Texaco Sportstars: 2000, 2002, 2007, 2009[119]
- Входит в список 50 величайших регбистов, опубликованный капитаном сборной Англии Уиллом Карлингом в 2007 году в The Daily Telegraph (10-е место)[120]

### Почётные звания
- Почётный доктор городского университета Дублина: 2013[121]
- Почётный доктор Университета Квинс в Белфасте: 2014[122]
- Почётный доктор дублинского Тринити-колледжа: 2017[123]

## Статистика

### Попытки
*Звёздочкой обозначены попытки, занесённые в играх за «Британских и ирландских львов».
‡ Двойным крестом обозначена попытка, удостоенная награды «Попытка года по версии IRPA».
| Номер попытки | Противник      | Стадион                 | Турнир                                                       | Дата             | Итоговый счёт | Счёт после попытки | Источники |
| ------------- | -------------- | ----------------------- | ------------------------------------------------------------ | ---------------- | ------------- | ------------------ | --------- |
| 1             | США            | Лэнсдаун Роуд, Дублин   | Чемпионат мира 1999                                          | 2 октября 1999   | Победа        | 53–8               | [ 124 ]   |
| 2             | Шотландия      | Лэнсдаун Роуд, Дублин   | Кубок шести наций 2000                                       | 19 февраля 2000  | Победа        | 44–22              | [ 125 ]   |
| 3             | Италия         | Лэнсдаун Роуд, Дублин   | Кубок шести наций 2000                                       | 4 марта 2000     | Победа        | 60–13              | [ 126 ]   |
| 4             | Франция        | Стад де Франс, Сен-Дени | Кубок шести наций 2000                                       | 19 марта 2000    | Победа        | 27–25              | [ 127 ]   |
| 5             | Франция        | Стад де Франс, Сен-Дени | Кубок шести наций 2000                                       | 19 марта 2000    | Победа        | 27–25              | [ 127 ]   |
| 6             | Франция        | Стад де Франс, Сен-Дени | Кубок шести наций 2000                                       | 19 марта 2000    | Победа        | 27–25              | [ 127 ]   |
| 7             | Япония         | Лэнсдаун Роуд, Дублин   | Тест-матч                                                    | 11 ноября 2000   | Победа        | 78–9               | [ 128 ]   |
| 8             | Япония         | Лэнсдаун Роуд, Дублин   | Тест-матч                                                    | 11 ноября 2000   | Победа        | 78–9               | [ 128 ]   |
| 9             | Франция        | Лэнсдаун Роуд, Дублин   | Кубок шести наций 2001                                       | 17 февраля 2001  | Победа        | 22–15              | [ 129 ]   |
| 10*           | Австралия      | Габба, Брисбен          | Турне «Британских и ирландских львов» по Австралии 2001 года | 30 июня 2001     | Победа        | 29–13              | [ 130 ]   |
| 11            | Уэльс          | Миллениум, Кардифф      | Кубок шести наций 2001                                       | 13 октября 2001  | Победа        | 36–6               | [ 131 ]   |
| 12            | Шотландия      | Лэнсдаун Роуд, Дублин   | Кубок шести наций 2002                                       | 2 марта 2002     | Победа        | 43–22              | [ 132 ]   |
| 13            | Шотландия      | Лэнсдаун Роуд, Дублин   | Кубок шести наций 2002                                       | 2 марта 2002     | Победа        | 43–22              | [ 132 ]   |
| 14            | Шотландия      | Лэнсдаун Роуд, Дублин   | Кубок шести наций 2002                                       | 2 марта 2002     | Победа        | 43–22              | [ 132 ]   |
| 15            | Румыния        | Томонд Парк, Лимерик    | Тест-матч                                                    | 7 сентября 2002  | Победа        | 39–8               | [ 133 ]   |
| 16            | Грузия         | Лэнсдаун Роуд, Дублин   | Чемпионат мира 2003 (квалификация, Европа)                   | 28 сентября 2002 | Победа        | 63–14              | [ 134 ]   |
| 17            | Грузия         | Лэнсдаун Роуд, Дублин   | Чемпионат мира 2003 (квалификация, Европа)                   | 28 сентября 2002 | Победа        | 63–14              | [ 134 ]   |
| 18            | Фиджи          | Лэнсдаун Роуд, Дублин   | Тест-матч                                                    | 17 ноября 2002   | Победа        | 64–17              | [ 135 ]   |
| 19            | Италия         | Стадио Фламинио, Рим    | Кубок шести наций 2003                                       | 22 февраля 2003  | Победа        | 37–13              | [ 136 ]   |
| 20            | Австралия      | Доклендс, Мельбурн      | Чемпионат мира 2003                                          | 1 ноября 2003    | Поражение     | 16–17              | [ 137 ]   |
| 21            | Франция        | Доклендс, Мельбурн      | Чемпионат мира 2003                                          | 9 ноября 2003    | Поражение     | 21–43              | [ 138 ]   |
| 22            | Франция        | Доклендс, Мельбурн      | Чемпионат мира 2003                                          | 9 ноября 2003    | Поражение     | 21–43              | [ 138 ]   |
| 23            | Уэльс          | Лэнсдаун Роуд, Дублин   | Кубок шести наций 2004                                       | 22 февраля 2004  | Победа        | 36–15              | [ 139 ]   |
| 24            | Уэльс          | Лэнсдаун Роуд, Дублин   | Кубок шести наций 2004                                       | 22 февраля 2004  | Победа        | 36–15              | [ 139 ]   |
| 25            | Италия         | Лэнсдаун Роуд, Дублин   | Кубок шести наций 2004                                       | 20 марта 2004    | Победа        | 19–3               | [ 140 ]   |
| 26            | ЮАР            | Ньюлендс, Кейптаун      | Тест-матч                                                    | 19 июня 2004     | Поражение     | 17–26              | [ 141 ]   |
| 27            | Англия         | Лэнсдаун Роуд, Дублин   | Кубок шести наций 2005                                       | 27 февраля 2005  | Победа        | 19–13              | [ 142 ]   |
| 28            | Франция        | Лэнсдаун Роуд, Дублин   | Кубок шести наций 2005                                       | 12 марта 2005    | Поражение     | 19–26              | [ 143 ]   |
| 29            | Новая Зеландия | Уаикато, Гамильтон      | Тест-матч                                                    | 10 июня 2006     | Поражение     | 23–34              | [ 144 ]   |
| 30            | Уэльс          | Миллениум, Кардифф      | Кубок шести наций 2007                                       | 4 февраля 2007   | Победа        | 19–9               | [ 145 ]   |
| 31            | Намибия        | Шабан-Дельмас, Бордо    | Чемпионат мира 2007                                          | 9 сентября 2007  | Победа        | 32–17              | [ 146 ]   |
| 32            | Аргентина      | Парк де Пренс, Париж    | Чемпионат мира 2007                                          | 30 сентября 2007 | Поражение     | 15–30              | [ 147 ]   |
| 33‡           | Австралия      | Доклендс, Мельбурн      | Кубок Лэнсдаун                                               | 14 июня 2008     | Поражение     | 12–18              | [ 148 ]   |
| 34            | Франция        | Кроук Парк, Дублин      | Кубок шести наций 2009                                       | 7 февраля 2009   | Победа        | 30–21              | [ 149 ]   |
| 35            | Италия         | Стадио Фламинио, Рим    | Кубок шести наций 2009                                       | 15 февраля 2009  | Победа        | 38–9               | [ 150 ]   |
| 36            | Англия         | Кроук Парк, Дублин      | Кубок шести наций 2009                                       | 28 февраля 2009  | Победа        | 14–13              | [ 151 ]   |
| 37            | Уэльс          | Миллениум, Кардифф      | Кубок шести наций 2009                                       | 21 марта 2009    | Победа        | 17–15              | [ 152 ]   |
| 38            | Австралия      | Кроук Парк, Дублин      | Кубок Лэнсдаун                                               | 15 ноября 2009   | Ничья         | 20–20              | [ 153 ]   |
| 39            | Фиджи          | РДС Арена, Дублин       | Тест-матч                                                    | 21 ноября 2009   | Победа        | 41–6               | [ 154 ]   |
| 40            | Шотландия      | Кроук Парк, Дублин      | Кубок шести наций 2010                                       | 20 марта 2010    | Поражение     | 20–23              | [ 155 ]   |
| 41            | Новая Зеландия | Ярроу, Нью-Плимут       | Тест-матч                                                    | 12 июня 2010     | Поражение     | 28–66              | [ 156 ]   |
| 42            | Новая Зеландия | Авива, Дублин           | Тест-матч                                                    | 20 ноября 2010   | Поражение     | 18–38              | [ 157 ]   |
| 43            | Италия         | Стадио Фламинио, Рим    | Кубок шести наций 2011                                       | 5 февраля 2011   | Победа        | 13–11              | [ 158 ]   |
| 44            | Уэльс          | Миллениум, Кардифф      | Кубок шести наций 2011                                       | 12 марта 2011    | Поражение     | 13–19              | [ 159 ]   |
| 45            | Англия         | Авива, Дублин           | Кубок шести наций 2011                                       | 19 марта 2011    | Победа        | 24–8               | [ 160 ]   |
| 46            | Италия         | Отаго, Данидин          | Чемпионат мира 2011                                          | 2 октября 2011   | Победа        | 36–6               | [ 161 ]   |
| 47            | Уэльс          | Миллениум, Кардифф      | Кубок шести наций 2013                                       | 2 февраля 2013   | Победа        | 30–22              | [ 162 ]   |

### Матчи
Все данные приведены по состоянию на 17 марта 2014 года.

#### За Ирландию
| Противник         | Игры | Победы | Ничьи | Поражения | Попытки | Очки | Процент побед |
| ----------------- | ---- | ------ | ----- | --------- | ------- | ---- | ------------- |
| Австралия         | 12   | 3      | 8     | 1         | 3       | 18   | 25            |
| Англия            | 13   | 8      | 5     | 0         | 3       | 18   | 61.54         |
| Аргентина         | 8    | 6      | 2     | 0         | 1       | 5    | 75            |
| Грузия            | 2    | 2      | 0     | 0         | 2       | 10   | 100           |
| Италия            | 15   | 14     | 1     | 0         | 6       | 30   | 93.33         |
| Канада            | 1    | 1      | 0     | 0         | 0       | 0    | 100           |
| Намибия           | 2    | 2      | 0     | 0         | 1       | 5    | 100           |
| Новая Зеландия    | 13   | 0      | 13    | 0         | 3       | 21   | 0             |
| Пасифик Айлендерс | 1    | 1      | 0     | 0         | 0       | 0    | 100           |
| Россия            | 1    | 1      | 0     | 0         | 0       | 0    | 100           |
| Румыния           | 3    | 3      | 0     | 0         | 1       | 8    | 100           |
| Самоа             | 3    | 3      | 0     | 0         | 0       | 0    | 100           |
| США               | 3    | 3      | 0     | 0         | 1       | 5    | 100           |
| Уэльс             | 16   | 11     | 5     | 0         | 7       | 35   | 68.75         |
| Фиджи             | 2    | 2      | 0     | 0         | 2       | 10   | 100           |
| Франция           | 15   | 5      | 9     | 1         | 8       | 40   | 33.33         |
| Шотландия         | 15   | 11     | 4     | 0         | 5       | 25   | 73.33         |
| ЮАР               | 7    | 3      | 4     | 0         | 1       | 5    | 42.86         |
| Япония            | 1    | 1      | 0     | 0         | 2       | 10   | 100           |
| Итого             | 133  | 80     | 51    | 2         | 46      | 245  | 60.15         |

#### За «Британских и ирландских львов»
| Противник      | Игры | Победы | Ничьи | Поражения | Попытки | Очки | Процент побед |
| -------------- | ---- | ------ | ----- | --------- | ------- | ---- | ------------- |
| Австралия      | 5    | 2      | 3     | 0         | 1       | 5    | 40            |
| Новая Зеландия | 1    | 0      | 1     | 0         | 0       | 0    | 0             |
| ЮАР            | 2    | 0      | 2     | 0         | 0       | 0    | 0             |
| Итого          | 8    | 2      | 6     | 0         | 1       | 5    | 25            |